# Eigenspinor
Eigenspinoren stellen in der Quantenmechanik die Basisvektoren dar, die den Spin-Zustand eines Teilchens beschreiben. Für ein einzelnes Spin-½-Teilchen können sie als die Eigenvektoren der Pauli-Matrizen betrachtet werden. In Termen der Physik zählen Eigenspinoren nicht zu Vektoren, sondern zu den Spinoren. Sie bilden ein vollständiges Orthonormalsystem.

## Hintergrund
Der Spin {\displaystyle {\vec {S}}} eines Teilchens gehorcht der quantenmechanischen Drehimpulsalgebra, daher sind nicht alle Komponenten des Spins gleichzeitig messbar. Es ist daher nicht möglich, alle drei Komponenten {\displaystyle S_{x},S_{y},S_{z}} des Spins in allen drei Raumdimensionen gleichzeitig anzugeben, sondern nur gleichzeitig seinen Betrag {\displaystyle |{\vec {S}}|=s(s+1)} und seine Projektion auf eine Koordinatenachse. Aufgrund der Quantisierung des Spins in Einheiten der (halben) reduzierten Planck-Konstante {\displaystyle \hbar } existieren {\displaystyle 2s+1} verschiedene solche Einstellungen.

## Spinoren für Teilchen mit Spin ½
Für ein Teilchen mit dem Spin ½, gibt es somit nur zwei mögliche Eigenzustände für den Spin: parallel oder antiparallel zu einer Koordinatenachse. In Bra-Ket-Notation als Zustandsvektoren wird der Spin daher als zweikomponentiger Spinor notiert. Der parallele Spin wird als {\displaystyle |0\rangle }, der antiparallele als {\displaystyle |1\rangle } bezeichnet. Konventionell wird das Koordinatensystem so gewählt, dass die Projektion auf die {\displaystyle z}-Achse die ausgezeichnete Richtung darstellt. Damit gilt {\displaystyle \chi _{\pm }^{z}=\chi _{\pm }} und für die übrigen Raumrichtungen:
| {\displaystyle S_{z}}                                                        | {\displaystyle S_{x}} | {\displaystyle S_{y}} |
| ---------------------------------------------------------------------------- | --- | --- |
| {\displaystyle \chi _{+}^{z}=\|0\rangle ={\begin{bmatrix}1\\0\end{bmatrix}}} | {\displaystyle \chi _{+}^{x}={\frac {1}{\sqrt {2}}}\left(\|0\rangle +\|1\rangle \right)={\frac {1}{\sqrt {2}}}{\begin{bmatrix}1\\1\end{bmatrix}}}  | {\displaystyle \chi _{+}^{y}={\frac {1}{\sqrt {2}}}\left(\|0\rangle +\mathrm {i} \|1\rangle \right)={\frac {1}{\sqrt {2}}}{\begin{bmatrix}1\\\mathrm {i} \end{bmatrix}}}  |
| {\displaystyle \chi _{-}^{z}=\|1\rangle ={\begin{bmatrix}0\\1\end{bmatrix}}} | {\displaystyle \chi _{-}^{x}={\frac {1}{\sqrt {2}}}\left(\|0\rangle -\|1\rangle \right)={\frac {1}{\sqrt {2}}}{\begin{bmatrix}1\\-1\end{bmatrix}}} | {\displaystyle \chi _{-}^{y}={\frac {1}{\sqrt {2}}}\left(\|0\rangle -\mathrm {i} \|1\rangle \right)={\frac {1}{\sqrt {2}}}{\begin{bmatrix}1\\-\mathrm {i} \end{bmatrix}}} |

Kugelkoordinaten : Radius, Polarwinkel, und Azimutalwinkel

Diese Ergebnisse sind Spezialfälle der Eigenspinoren für die durch {\displaystyle \theta } und {\displaystyle \varphi } festgelegten  Parameter in Kugelkoordinaten – diese Eigenspinoren sind:
{\displaystyle \chi _{+}={\begin{bmatrix}\cos(\theta /2)\\\mathrm {e} ^{\mathrm {i} \varphi }\sin(\theta /2)\\\end{bmatrix}}}
{\displaystyle \chi _{-}={\begin{bmatrix}\sin(\theta /2)\\-\mathrm {e} ^{\mathrm {i} \varphi }\cos(\theta /2)\\\end{bmatrix}}}

## Spinoren für Teilchen mit höherem Spin
Spinoren für Teilchen mit Spin {\displaystyle \textstyle s>{\frac {1}{2}}} können als dyadische Produkte der Basisspinoren für Teilchen vom Spin ½ dargestellt werden.